# Vučkovica (gmina Lučani)
Vučkovica (cyr. Вучковица) – wieś w Serbii, w okręgu morawickim, w gminie Lučani. W 2011 roku liczyła 326 mieszkańców.